# Segunda División Peruana 1964
La Segunda División Peruana 1964, la 22ª edición del torneo, fue jugada por diez equipos. 
El ganador del torneo, Defensor Arica, logró el ascenso a la Primera División de 1965 mientras que Unidad Vecinal N.º 3 perdió la categoría al haber ocupado el último lugar.

## Ascensos y descensos
| Posición | Ascendido a Primera División 1964 |
| -------- | --------------------------------- |
| 1º       | Carlos Concha                     |

| Posición | Descendido de Primera División 1963 |
| -------- | ----------------------------------- |
| 10º      | Mariscal Sucre                      |

| Posición | Ascendido de Liguilla de Ascenso 1963 |
| -------- | ------------------------------------- |
| 1º       | Atlético Deportivo Olímpico           |

| Posición | Descendido a Liga de Balnearios 1964 |
| -------- | ------------------------------------ |
| 10º      | Association Chorrillos               |

## Equipos participantes
| Club                        | Ciudad     | Entrenador        |
| --------------------------- | ---------- | ----------------- |
| Atlético Chalaco            | Callao     | Juan Valdivieso   |
| Atlético Deportivo Olímpico | Callao     | Cornelio Heredia  |
| Atlético Lusitania          | Lima       |                   |
| Defensor Arica              | Lima       | Emilio Vargas     |
| Íntimos de la Legua         | Callao     | Adelfo Magallanes |
| Juventud Gloria             | Lima       |                   |
| Mariscal Sucre              | Lima       | Alfonso Huapaya   |
| Porvenir Miraflores         | Miraflores | Luis Guzmán       |
| Unidad Vecinal N.º 3        | Lima       | Emiliano Coronel  |
| Unión América               | Lima       | Pedro Valdivieso  |

## Tabla de posiciones
| #  | Club                        | PJ | PG | PE | PP | PTS |
| -- | --------------------------- | -- | -- | -- | -- | --- |
| 1  | Defensor Arica              | 18 | 14 | 1  | 3  | 29  |
| 2  | Porvenir Miraflores         | 18 | 11 | 3  | 4  | 25  |
| 3  | Atlético Chalaco            | 18 | 10 | 3  | 5  | 23  |
| 4  | Mariscal Sucre              | 18 | 8  | 4  | 6  | 20  |
| 5  | Íntimos de la Legua         | 18 | 6  | 8  | 4  | 20  |
| 6  | Unión América               | 18 | 7  | 2  | 9  | 16  |
| 7  | Atlético Lusitania          | 18 | 5  | 5  | 8  | 15  |
| 8  | Atlético Deportivo Olímpico | 18 | 5  | 3  | 10 | 13  |
| 9  | Juventud Gloria             | 18 | 3  | 6  | 9  | 12  |
| 10 | Unidad Vecinal N.º 3        | 18 | 3  | 1  | 14 | 7   |

|  | Campeón y ascendido a la Primera División de 1965 |
|  | Descendido a la Liga del Callao 1965              |
| Perú                     |
| Campeón                  |
| Defensor Arica 1º título |